# Рюссман, Рольф
Рольф Рю́ссман (нем. Rolf Rüssmann; 13 октября 1950, Швельм — 2 октября 2009, Гельзенкирхен) — немецкий футболист, играл на позиции защитника.

## Карьера
В период с 1969 по 1973 год Рольф Рюссман играл за «Шальке 04». В составе этого клуба он выиграл Кубок Германии в 1972 году. Однако после этого в Бундеслиге разразился скандал, в котором Рюссмана и некоторых других игроков обвинили в том, что они были подкуплены клубом «Арминия» (Билефельд), в результате чего «Шальке 04» проиграл «Арминии» 17 апреля 1971 года со счётом 0:1. Рюссман отверг эти обвинения и дал следствию ложные показания. Однако его вина была доказана и ему было запрещено играть в Бундеслиге. Рюссман был вынужден перейти в «Брюгге», за который он сыграл 11 матчей.
В 1974 году Рюссман вернулся в «Шальке 04», за который выступал до 1980 года. Из-за финансовых проблем «Шальке 04» был вынужден продать Рюссмана в «Боруссию» (Дортмунд). В этом клубе он играл до завершения своей игровой карьеры в 1985 году.
Всего в Бундеслиге Рюссман сыграл 453 матча, в которых забил 43 гола.
Из-за скандала с 1971 года Рюссману запретили выступать за сборную Германии, однако со временем Немецкий футбольный союз ослабил ограничения и разрешил Рюссману и другим участникам скандала выступать за сборную. Всего за сборную Германии он сыграл 20 матчей и принимал участие в чемпионате мира 1978 года.

## Карьера менеджера
25 февраля 1987 года Рюссман вернулся в «Шальке 04», где стал работать менеджером. На этом посту он проработал до 10 августа 1987 года и был вынужден уйти после спора с директором клуба. С 1 апреля 1990 по 1998 год он работал в «Боруссии» (Мёнхенгладбах), а с 1 февраля 2001 по 19 декабря 2002 года — в «Штутгарте».

## Смерть
Рольф Рюссман умер 2 октября 2009 года от рака простаты за две недели до своего 59-летия.

## Достижения
- Серебряный призёр чемпионата Германии: 1972, 1977
- Обладатель Кубка Германии: 1972